# Minčeta
Minčeta – średniowieczna baszta, najbardziej na północ wysunięta część fortyfikacji Dubrownika.

## Historia
Pierwsze inwestycje obronne przeprowadzono w Dubrowniku jeszcze w X wieku, kolejne miały miejsce w wiekach XII i XIII. Pierwsza Minčeta została wzniesiona przez lokalnego budowniczego Nićifora Ranjinę w 1319 roku.
Wobec rozrastającej się potęgi imperium osmańskiego, wiele miast Dalmacji, w tym i Dubrownik, rozbudowywały systemy murów obronnych i fortyfikacji w celu ochrony przed ewentualnym atakiem tureckim. W wiekach XV i XVI miejski system obronny miasta został rozbudowany, by zapewnić ochronę nie tylko przed najazdem tureckim po upadku Konstantynopola w 1453 roku, ale również przed atakami Wenecji. W związku z tym podjęto decyzję o umocnieniu dotychczasowej baszty – projekt przebudowy miał zostać przygotowany przez architekta z Florencji Michelozzo di Bartolomeo w stylu renesansowym. W 1464 roku całość została ukończona przez lokalnego budowniczego Juraja Matejewa Dalmatinca.
Nazwa baszty pochodzi od nazwiska arystokratycznego rodu Menčetić – właściciela działki, na której stanęła baszta.